# 中共中央调查研究局
中共中央调查研究局是中国共产党早期的情报机构。
1941年7月1日，中共中央发出《关于增强党性的决定》。1941年7月7日，中共中央发出《关于成立调查研究局的通知》，毛泽东任局长兼政治研究室主任，任弼时为副局长。1941年8月1日，中央发布了毛泽东撰写的《关于调查研究的决定》。